# Associazione Calcio Crema 1908
La Associazione Calcio Crema 1908 es un club de fútbol de Italia, con sede en Crema, en la región de Lombardía. Fue fundado en 1908, y compite en la Serie D, cuarta categoría del fútbol italiano.

## Historia
Fue el 9 de mayo de 1908 cuando se fundó bajo el nombre de Sociedad de Gimnasia Edmondo de Amicis, participando en torneos de carácter local, partidos amistosos contra formaciones cercanas: Lambro de Milán, Lodi, Milano Club (Actual AC Milan), Libertas, Trevigliese, etc.Entre 1914 y 1919 debido a la Primera Guerra Mundial permaneció sin actividad y en la temporada 1919/20 participa en la Coppa Bazzano  y el Torneo Targa Folli.La temporada siguiente juega el Compromesso Colombo que fue un laudo arbitral que escindió el fútbol italiano en dos asociaciones separadas y le obligó a jugar en la Tercera División.
En la temporada 1924/25 logra el ascenso a la Segunda División tras ganar el campeonato de la Tercera División de Lombardía.En la posterior reestructuración de los torneos, en 1928-1929, logró ser admitido en la Primera División, que con la división del Campeonato en la Serie A y la Serie B, se había rebajado al tercer nivel del fútbol italiano (equivalente de Serie C).
Después de una inactividad forzosa de 1943 a 1945, debido a la Segunda  Guerra Mundial, y liderados por el campeón mundial Renato Olmi, jugó tres temporadas en la Serie B.En la temporada 1946-1947 logró salvarse al terminar en el puesto 11 en el grupo A de la Serie A, pero en la temporada siguiente regresó a la C, gracias a la decisión de la FIGC de devolver la Serie B a una ronda única a partir de la temporada 1948/49.En las tre temporadas siguientes el club no tiene dificultad alguna de mantenerse en la categoría siendo su mayor logro el tercer lugar alcanzado en el Grupo A de la Serie Cen la temporada 1949/50. Sin embargo, en 1951, la FIGC establece que la Serie C se convertiría en un solo grupo a partir de la temporada 1952/53, lo que con llevará el descenso de la mayoría de los equipos incluido el club cremaschi.
Tras dos temporadas en la Serie IV desciende si bien vuelve a ascender a la siguiente temporada.Finalmente en la temporada 1960/61 desciende a la Primera Categoría de Lombardía de la que no ascendería hasta 1967/68.Hasta su nuevo descenso en  1975 alterna temporadas de altas clasificaciones (2º lugar en 1969/70, tercer lugar en 1970/71 y 4º lugar en 1971/72) con campañas en la mitad de la mesa.
Tras una nefasta temporada 1991/92 vuelve a las categorías regionales.Ese mismo año cambia de nombre a New Cream FBC.Obligado a empezar desde la Tercera Categoría Provincial, el último nivel del fútbol italiano, durante muchos años permanece en esta categoría.. Finalmente, después de once temporadas, en la temporada 2005/06 se inscribe en el campeonato regional de la Primera Categoría y en la temporada 2007/08, gana la Primera Categoría, regresando a la Promoción de Lombardía.En la 2009/10 regresó a Excelencia Lombardía.
En 2016/17 juega en el Lombard Championship of Excellence, en el Grupo B y al terminar primero asciende a la serie D.

## Palmarés

### Torneos regionales
- Terza Divisone Lombardia (2): 1922-23, 1924-25
- Eccellenza Lombardia (2): 1993-94 (Grupo B), 2016-17 (Grupo B)
- Promozione Lombardia (4): 1954-55 (Grupo E), 1978-79 (Grupo C), 1985-86 (Grupo C), 2009-10 (Grupo F)
- Prima Categoria Lombardia (1): 2007-08 (Grupo B)